# Миллер, Роберт Джеймс
Роберт (Боб) Джеймс Миллер (Robert (Bob) James Miller; род. 1951) — американский учёный, правовед, специалист по индейскому и международному праву, профессор, доктор права (1991), с 2013 года профессор Университета штата Аризона, прежде профессор Lewis & Clark Law School, член Американского философского общества (2014). С 2019 года заслуженный учёный-исследователь Университета штата Аризона (Willard H. Pedrick Distinguished Research Scholar).
Окончил Eastern Oregon University (бакалавр наук, 1988). Степень доктора права magna cum laude получил в 1991 году в Lewis & Clark Law School. В 1993—2013 гг. в последней адъюнкт-, ассистент-, ассоциированный, фул-профессор, на постоянном контракте с 2005 года.
Ныне профессор Университета штата Аризона и его же заслуженный именной учёный-исследователь (Willard H. Pedrick Distinguished Research Scholar).
Член Американского института права (с 2012).
С 1993 года преподаёт и практикует право американских индейцев, автор тематических трудов. Первая книга — Native America, Discovered and Conquered: Thomas Jefferson, Lewis & Clark, and Manifest Destiny (Praeger, 2006), вторая — Discovering Indigenous Lands: The Doctrine of Discovery in the English Colonies (Oxford University Press, 2010), третья — Reservation "Capitalism: " Economic Development in Indian Country (Praeger, 2012).
Соавтор «Creating Private Sector Economies in Native America: Sustainable Development Through Entrepreneurship» (Cambridge University Press, 2019).
Практиковал индейское право в Hobbs, Straus, Dean & Walker, а также сотрудничал в юридической фирме Stoel Rives.